# La Renga
La Renga (читається як Ла Ре́нга) — аргентинський рок-гурт, заснований 1988 року.

## Історія

### Початок
Співпраця музикантів, які згодом заснували «La Renga», почалася після того як до рук Густаво Наполі потрапив демо-запис Рауля Ділельйо. Наполі і Ділельйо утворили гурт «Cólera», який проіснував до того часу як Наполі призвали до армії. Після демобілізації Чіссо і Локура почали шукати басиста для нового проекту. На їхній заклик відгукнувся Тете, який привів із собою брата-клавішника Танке з гурту «Nepal».
Гурт «La Renga» виник наприкінці 1988 року у буенос-айреському районі Матадерос. До його початкового складу входили Густаво «Чіссо» Наполі, Рауль «Локура» Ділельйо, Хорхе «Танке» Іглесіас і Габріель «Тете» Іглесіас. Спочатку вони виконували пісні відомих гуртів (Creedence, Vox Dei, Manal), потім почали писати власну музику. Перші виступи відбулися у клубі «Larrazábal».

### Перші альбоми
1991 року вийшов перший альбом колективу Esquivando charcos, до складу якого увійшли 7 студійних пісень і 2 концертні. У його записі брав участь Габріель «Чіфло» Санчес, саксофоніст гуртів «Los Auténticos Decadentes», «Los Parias», «Alerta Roja», «El Mercader», «Los Cafres», який вже співпрацював з «La Renga» 1989 року. Перший тираж альбому склав 1000 касет, виготовлених самим гуртом, і продавався лише на їхніх концертах. 1998 року альбом було перевидано на компакт-диску компанією PolyGram.
Після виходу альбому Локура залишив гурт з особистих причин. Водночас Чіфло остаточно приєднався до колективу.
1993 року «La Renga» записує свій другий альбом A donde me lleva la vida…. Щоб мати можливість випустити його більшим тиражем, ніж попередній, музиканти підписали контракт з лейблом PolyGram. Головною умовою співпраці було надання повної творчої свободи колективу. У записі цього альбому як запрошений саксофоніст брав участь Мануель «Ману» Варела, який після цього приєднався до гурту.
1994 року «La Renga» вперше виступає на стадіоні Обрас Санітарьяс на розігріві у «Pedro el Ermitaño». Деякі записи з цього концерту увійшли до наступних альбомів гурту.
У липні 1995 року на тому ж стадіоні відбувається сольний концерт гурту, запис якого вийшов у вигляді концертного альбому Bailando en una pata.

### Успіх
1996 року виходить новий студійний альбом гурту Despedazado por mil partes, продюсером якого став Рікардо Мольйо. У рамках його презентації відбулося 4 сольні концерти «La Renga» на стадіоні Обрас Санітарьяс. На його підтримку також було проведено перший концертний тур колективу по Мексиці і США 1997 року.
1997 року «La Renga» виступили на фестивалі пам'яті матерів Травневої площі на стадіоні Феррокарріль Оесте перед 25 000 глядачів разом з відомими аргентинськими групами Las Pelotas, Caballeros de la Quema і Rata Blanca, легендарним Леоном Гьєко.
1998 року музиканти проїхалися з концертами провінціями Аргентини, Уругваєм та Іспанією.
Пісня «Balada del diablo y la muerte» з цього альбому потрапила у ротацію радіостанцій, завдяки чому отримала шалену популярність. Згодом її було включено до списку 100 найкращих пісень аргентинського року. Сам альбом став мультиплатиновим — було продано 220 тисяч його копій.
1998 року вийшов черговий диск гурту, який фактично не мав жодної назви, тому серед фанів отримав прізвисько «диск з зірочкою» за оформлення, а згодом став відомий як La Renga. Його презентація відбулася на стадіоні Дон Леон Колбовскі перед аудиторією у 50 000 глядачів. На підтримку альбому пройшов концертний тур з 22 виступів провінціями Аргентини, який завершився двома шоу на стадіоні Уракан у Буенос-Айресі.
1999 року гурт підписав контракт з лейблом Universal.
У серпні 2000 року надійшов у продаж новий альбом «La Renga» La Esquina del Infinito, презентація якого відбулася на стадіоні Феррокарріль Оесте. Було продано 40 000 копій диску, таким чином він став золотим.
19 травня 2001 року відбувся сольний концерт колективу на стадіоні Уракан, де було записано новий подвійний концертний альбом, який надійшов у продаж у вересні того ж року під назвою Insoportablemente Vivo. 20 грудня 2004 року було випущено DVD цього концерту — перший DVD музикантів.
У часи глибокої кризи в Аргентині 2002 року «La Renga» вдалося зібрати близько 75 000 глядачів на сольному концерті на стадіоні Рівер Плейт, де було записано сингл Documento único з трьох пісень. Того ж року гурт заснував власну компанію звукозапису «La Renga discos».
У жовтні 2003 року вийшов наступний альбом колективу Detonador de Sueños, записаний у їхньому репетиційній залі і повністю спродюсований самими музикантами. Його презентація відбулася на стадіоні Шато Каррерас у Кордові 8 листопада того ж року. 17 квітня 2004 року відбулася презентація у Буенос-Айресі на стадіоні Рівер Плейт перед 74 000 осіб.
4 грудня 2004 року на стадіоні Уракан концерт, запис якого було випущено на DVD 23 листопада 2006 року під назвою En el ojo del huracán.
25 лютого 2005 року помер відомий аргентинський музикант Норберто «Паппо» Наполітано. «La Renga» присвятили йому пісню «Viva Pappo», яку виклали на своєму сайті для вільного завантаження.

### Truenotierra і Algún Rayo
13 грудня 2006 року надійшов у продаж новий подвійний студійний альбом гурту Truenotierra. Його було презентовано 16 грудня того ж року на муніципальному стадіоні Мар-дель-Плати перед 30 000 глядачів. 2007 року пройшов великий концертний тур Аргентиною на підтримку альбому. У травні 2007 року відбулося 5 концертів в Іспанії, а згодом виступи у Чилі, Уругваї і Парагваї. 17 листопада 2007 року відбулася офіційна презентація диску у Буенос-Айресі на місцевому автодромі перед аудиторією у 90 000 осіб. Усі відвідувачі цього концерту безкоштовно отримали DVD Gira Truenotierra з трьома концертними відео гурту.
У березні 2008 року Чіссо потрапив в аварію на мотоциклі і зламав руку, через що довелося перенести концерти гурту. У той же час у саксофоніста Чіфло почалися серйозні проблеми зі здоров'ям і він покинув гурт.
31 травня 2008 року на стадіоні Шато Каррерас у Кордові «La Renga» дали свій перший концерт після одужання соліста, на якому зібрали понад 25 000 глядачів.
24 січня 2009 року колектив відсвяткував 20 років творчої діяльності на фестивалі у Санта-Марія-де-Пунілья.
30 травня 2009 року «La Renga» дали концерт на стадіоні міста Ла-Плата перед 45 000 осіб.
23 листопада 2010 вийшов новий альбом гурту Algún Rayo, на підтримку якого пройшов великий концертний тур містами Аргентини, Чилі, Уругваю. На 2011 рік заплановані концерти у Болівії, Перу, Мексиці, США, Європі. Продажі диску вже перевищили 100 тисяч копій.

### Pesados Vestigios і Alejado de la red
17 грудня 2014 року вийшов черговий альбом гурту Pesados Vestigios, на підтримку якого відбулася низка концертів в Аргентині і Чилі. Диск отримав премію Гарделя як найкращий рок/панк-альбом 2015 року. Того ж року колектив отримав диплом за заслуги Конекс як один з 5 найкращих рок-гуртів десятиліття Аргентини.
Восени 2019 року було випущено перші сингли з майбутнього альбому, але через COVID-19 його вихід та концертну діяльність гурту було надовго відкладено. Новий диск Alejado de la red побачив світ 4 лютого 2022 року. На його підтримку «La Renga» дали низку концертів у різних країнах.
7 березня 2024 року на екрани кінотеатрів в Аргентині вийшов документальний фільм про гурт La Renga: Totalmente poseídos.

## Склад
- Густаво «Чіссо» Наполі — вокал і гітара, з 1988 року
- Габріель «Тете» Іглесіас — бас-гітара, з 1988 року
- Хорхе «Танке» Іглесіас — клавішні, з 1988 року
- Мануель «Ману» Варела — бек-вокал, духові і гармоніка, з 1994 року

### Колишні учасники
- Рауль «Локура» Ділельйо — гітара, 1988—1991
- Габріель «Чіфло» Санчес — саксофон, 1989—2008

## Дискографія

### Студійні альбоми
- 1991 — Esquivando charcos
- 1993 — A donde me lleva la vida…
- 1996 — Despedazado por mil partes
- 1998 — La Renga
- 2000 — La esquina del infinito
- 2003 — Detonador de sueños
- 2006 — Truenotierra
- 2010 — Algun rayo
- 2014 — Pesados vestigios
- 2022 — Alejado de la red

### Концертні альбоми
- 1995 — Bailando en una pata
- 2001 — Insoportablemente vivo

### EP
- 2002 — Documento único (міні-CD)
- 2007 — Gira Truenotierra (DVD)

### VHS і DVD
- 1995 — Bailando en una pata
- 2004 — Insoportablemente vivo
- 2006 — En el ojo del huracán